# Papy Kimoto
Papy Kimoto Okitankoyi (Kinshasa, 22 luglio 1976) è un ex calciatore della Repubblica Democratica del Congo, di ruolo attaccante, tecnico del Maniema Union.

## Caratteristiche tecniche
Ala destra, poteva essere impiegato anche come punta centrale.

## Carriera

### Club
Ha cominciato a giocare nel Sodigraf. Nel 1998 è passato al Vita Club. Nel 1999 è stato acquistato dal Lokeren. Nel gennaio 2001 è stato ceduto in prestito al Bursaspor. Terminato il prestito, ha militato nel Lokeren fino al 2003. Nel 2003 si è trasferito allo Standard Liegi. Nel 2004 ha firmato un contratto con il Sint-Truiden. Nel 2005 è passato al Maccabi Netanya. Nell'estate 2006 ha firmato un contratto con il Maccabi Herzliya. Nel gennaio 2007 si è trasferito all'Hakoah Ramat Gan. Nell'estate 2007 è stato acquistato dall'Hapoel Petah Tiqwa. Nel 2008 è passato al RFC Liegi. Nel 2009 ha firmato un contratto con l'Atromītos Geroskīpou. Nel 2010 si è trasferito all'APEP Pitsilia. Nel 2011 è tornato al RFC Liegi. Nel 2012 è stato acquistato dall'Aywaille, con cui ha concluso la propria carriera nel 2013.

### Nazionale
Ha debuttato in Nazionale nel 1997. Ha messo a segno la sua prima rete con la maglia della Nazionale il 12 febbraio 1998, in Tunisia-RD del Congo (2-1), siglando la rete del momentaneo 1-1 al minuto 36. Ha partecipato, con la Nazionale, alla Coppa d'Africa 2002. Ha collezionato in totale, con la maglia della Nazionale, 28 presenze e quattro reti.